# Schaefers Building
Le Schaefers Building est un bâtiment commercial situé dans le centre-ville d'Eugene, dans l'Oregon, aux États-Unis. Il est inscrit au Registre national des lieux historiques depuis le 30 octobre 1979.